# 偏凸山羊草
偏凸山羊草（学名：Aegilops ventricosa）为禾本科山羊草属下的一个种。

## 原產地
- 科西嘉
- 撒丁岛
- 西西里岛
- 摩洛哥
- 阿尔及利亚
- 突尼西亞
- 西班牙
- 法国
- 希腊
- 意大利
- 利比亚
- 埃及
- 黎巴嫩以及叙利亚

## 扩展阅读
維基物種上的相關：偏凸山羊草